# Mollens (Valais)
Mollens es una comuna suiza del cantón del Valais, localizada en el distrito de Sierre. Limita al norte con las comunas de Lenk im Simmental (BE) y Leukerbad, al este con Inden, Varen y Salgesch, al sur con Miège y Venthône, y al oeste con Randogne.